# Samuel Pollard
Samuel D. Pollard es un director de cine, editor, productor y guionista estadounidense.

## Carrera
Nacido en Harlem, Nueva York, las películas en las que ha participado Pollard han cosechado numerosos premios, como los Peabody, los Emmy y una nominación al Óscar. En 2020, la Asociación Internacional de Documentales le concedió un premio a la trayectoria profesional.
El cineasta Spike Lee, cuyas películas Pollard ha editado y producido, lo describió como "un maestro del cine". El crítico literario y director de cine Henry Louis Gates caracteriza su trabajo de esta manera: "Cuando pienso en sus documentales, forman un corpus, una manera de contar la historia afroamericana en sus diversas dimensiones".

## Filmografía

### Como director
- 1990 – Eyes on the Prize
- 2016 – Two Trains Runnin'
- 2017 – Maynard
- 2018 – Mr. Soul!
- 2020 – MLK/FBI
- 2021 – Black Art: In the Absence of Light
- 2021 - Citizen Ashe

### Como editor
- 1973 – Ganja and Hess
- 1978 – Just Crazy About Horses
- 1981 – Night of the Zombies.
- 1981 – Body and Soul
- 1983 – Style Wars
- 1984 – Smithsonian World
- 1984 – Style Wars
- 1985 – Private Resort
- 1985 – Tornado!
- 1985 – Nova
- 1987 – Distant Harmony
- 1988 – Depression
- 1990 – Mo' Better Blues
- 1991 – Jungle Fever
- 1992 – Juice
- 1993 – Fires in the Mirror
- 1994 – Surviving the Game
- 1994 – No Dreams Deferred
- 1995 – Clockers
- 1996 – Girl 6
- 1997 – 4 Little Girls
- 2000 – Bamboozled
- 2000 – The Very Black Show
- 2000 – Half Past Autumn: The Life and Works of Gordon Parks
- 2002 – Hookers at the Point
- 2004 – Chisholm '72: Unbought & Unbossed
- 2004 – Isn't This a Time! A Tribute Concert for Harold Leventhal
- 2005 – Twelve Disciples of Nelson Mandela
- 2006 – Katrina
- 2007 – Pete Seeger: The Power of Song
- 2009 – By the People: The Election of Barack Obama
- 2010 – Gerrymandering
- 2010 – Joe Papp in Five Acts
- 2010 – If God Is Willing and da Creek Don't Rise